# رابرت رودین
رابرت رودین (لهستانی: Robert Rhodin؛ زادهٔ ۲۵ نوامبر ۱۹۷۲) یک کارگردان و تهیه‌کننده فیلم اهل لهستان است.
او بیشتر در زمینهٔ ساخت فیلم‌های تبلیغاتی و پیام‌های بازرگانی فعالیت دارد و برای شرکت‌هایی نظیر مک‌دونالد، برگر کینگ و لندرور و فولکس‌واگن گلف فیلم‌های تبلیغاتی ساخته‌است. وی همچنین سازندهٔ جلوه‌های ویژه در فیلم‌های همیلتون و قرض‌کنندگان بوده‌است.